# Amphicoma yunnanica
Amphicoma yunnanica är en skalbaggsart som beskrevs av Rudolph Petrovitz 1972. Amphicoma yunnanica ingår i släktet Amphicoma och familjen Glaphyridae. Inga underarter finns listade i Catalogue of Life.